# Estación Los Frentones
Los Frentones es una estación de ferrocarril ubicada en la localidad homónima, Departamento Almirante Brown, provincia del Chaco, Argentina

## Servicios
No presta servicios de pasajeros, sólo de cargas de la empresa estatal Trenes Argentinos Cargas. Las vías por donde corren los trenes corresponden al Ramal C12 del Ferrocarril General Belgrano.